# Semomesia nesti
Semomesia nesti is een vlindersoort uit de familie van de prachtvlinders (Riodinidae), onderfamilie Riodininae.
Semomesia nesti werd in 1858 beschreven door Hewitson.